# Saližan Šaripov
Saližan Šakirovič Šaripov (rusky Салижан Шакирович Шарипов, kyrgyzsky Салижан Шакир уулу Шарипов * 24. srpna 1964 v Uzgenu, Ošská oblast, Kirgizská SSR, SSSR) byl v letech 1990–2008 ruský kosmonaut (do roku 1991 sovětský), člen oddílu kosmonautů Střediska přípravy kosmonautů. Je kyrgyzské národnosti. Roku 1998 vzlétl na palubě raketoplánu Endeavour (let STS-89) ke stanici Mir. Od října 2004 absolvoval půlroční kosmický let na Mezinárodní vesmírné stanici (ISS) jako palubní inženýr Expedice 10. Celkem strávil ve vesmíru 201 dní, 14 hodin a 49 minut.

## Život

### Mládí
Saližan Šaripov pochází z města Uzgen ležícího v Ošské oblasti Kyrgyzstánu, je kyrgyzské národnosti. Roku 1981 po absolvování střední školy nebyl přijat na Orenburskou leteckou školu. Roku 1982 absolvoval Andižanskou střední profesionálně-technickou školu, obor účetní. Po základní vojenské službě se dostal na Charkovskou vojenskou vysokou leteckou školu, ukončil ji roku 1987. Poté sloužil jako instruktor školního leteckého pluku ve střední Asii.

### Kosmonaut
Koncem roku 1989 se zúčastnil 11. náboru do oddílu kosmonautů ve Středisku přípravy kosmonautů (CPK). Prošel lékařskými prohlídkami a 11. května 1990 rozhodnutím Státní meziresortní komise byl doporučen ke kosmonautickému výcviku. Dne 8. srpna 1990 byl zařazen v CPK na pozici kandidáta na kosmonauta. Absolvoval dvouletou všeobecnou kosmickou přípravu a 11. března 1992 získal kvalifikaci „zkušební kosmonaut“.
Od dubna 1992 byl zařazen mezi kosmonauty připravující se na lety na Mir. V červenci 1997 se stal jedním z ruských kosmonautů vybraných k letu na americkém raketoplánu, od srpna se připravoval v Johnsonovu vesmírném středisku (JSC) v Houstonu.
Do vesmíru odstartoval 23. ledna 1998 na palubě raketoplánu Endeavour letu STS-89. Raketoplán navštívil stanici Mir, vyměnil zde amerického člena posádky a po 8 dnech, 19 hodinách a 47 minutách letu přistál na Floridě.
Od února 1998 byl velitelem záložní posádky Základní expedice 27 na Mir (startovala v únoru 1999), připravoval se z Claudií André-Deshaysovou a Slovákem Michalem Fulierem. V březnu 1999 – březnu 2000 velel záložní posádce Základní expedice 28, jejímž palubním inženýrem byl Pavel Vinogradov. Od června do prosince 2000 tvořil s Vinogradovem hlavní posádku Základní expedice 29. V srpnu 2001 nahradil Olega Kotova v záložní posádce Expedice 6 na ISS. Expedice 6 startovala v listopadu 2002. Koncem roku 2002 byl zařazen do hlavní posádky Expedice 10 (Leroy Chiao, Šaripov, John Phillips). Po havárii Columbie byly sestavy posádek opakovaně měněny, nakonec od ledna 2004 byla dvojice Chiao, Šaripov náhradní pro Expedici 9 a hlavní pro Expedici 10.
Ke svému druhému letu vzlétl 14. října 2004 v Sojuzu TMA-5 (velitel lodi) s Chiaem a Jurijem Šarginem. Členové Expedice 10 převzali stanici od Expedice 9, jejíž dva členové (Gennadij Padalka a Michael Fincke) s Šarginem po týdnu přistáli se Sojuzem TMA-4. Během letu Chiao a Šaripov dvakrát vystoupili do vesmíru, dohromady na 10 hodin. V dubnu 2005 předali stanici následníkům z Expedice 11 a 25. dubna přistáli na Zemi po letu trvajícím 192 dní, 19 hodin a 2 minuty.
Od října 2005 do května 2006 byl představitelem CPK v JSC v Houstonu. V květnu 2006 byl předběžně určen do záložní posádky Expedice 19, od srpna téhož roku přešel do záložní posádky Expedice 16. V únoru 2007 se stal palubním inženýrem hlavní posádky Expedice 18. V květnu 2008, pět měsíců před startem, byl odstraněn od přípravy z lékařských důvodů. V červenci 2008 byl odvolán z oddílu kosmonautů a jmenován vedoucím oddělení v CPK.

## Vyznamenání
- Hrdina Kyrgyzstánu – Kyrgyzstán, 3. února 1998 – za osobní odvahu a vlastenectví při zkoumání vesmíru
- Hrdina Ruské federace – Rusko, 13. září 2005
- Medaile Za zásluhy při objevování vesmíru – Rusko, 12. dubna 2011 – udělil prezident Dmitrij Medveděv za přínos do oblasti výzkumu, vývoje a využívání vnějšího vesmíru a za mnoho let usilovné práce pro veřejnost[5]
- NASA Distinguished Public Service Medal – USA, 1998
- Řád za vynikající zásluhy – Uzbekistán, 29. července 1999 – udělil prezident Islam Karimov – za odvahu projevenou při průzkumu vesmíru na americké kosmické lodi Endeavour, za zásluhy o zvýšení vážnosti uzbeckého národa, jeho cti a slávy, stejně jako za velký přínos ke studiu vesmíru mladými lidmi[6]